# Campionati europei di golf a squadre 2018
I Campionati europei di golf a squadre 2018 si sono disputati dall'8 agosto al 12 agosto 2018 a Gleneagles, nel Regno Unito, nel quadro dei Campionati europei 2018, prima edizione dei Campionati europei (manifestazione multisportiva) che si sono svolti tra Glasgow e Berlino dal 2 al 12 agosto 2018.

## Podio
| Eventi         | Oro                                      | Argento                                  | Bronzo                                        |
| Gara maschile  | Spagna (Santiago Tarrío Ben David Borda) | Islanda (Birgir Hafþórsson Axel Bóasson) | Italia (Francesco Laporta Alessandro Tadini)  |
| Gara femminile | Svezia (Cajsa Persson Linda Wessberg)    | Francia (Justine Dreher Manon Mollé)     | Regno Unito (Meghan MacLaren Michele Thomson) |

## Medagliere
| Posiz. | Nazione     | Oro | Argento | Bronzo | Totale |
| ------ | ----------- | --- | ------- | ------ | ------ |
| 1      | Islanda     | 1   | 1       | 0      | 2      |
| 2      | Svezia      | 1   | 0       | 1      | 2      |
| 3      | Spagna      | 1   | 0       | 0      | 1      |
| 4      | Regno Unito | 0   | 1       | 1      | 2      |
| 5      | Francia     | 0   | 1       | 0      | 1      |
| 6      | Italia      | 0   | 0       | 1      | 1      |
| Total  | Total       | 3   | 3       | 3      | 9      |